# Адениум
Адениум (Adenium), известен още като пустинна роза, е род цъфтящи растения от семейство Apocynaceae, описан за първи път като род през 1819 г. По произход е от Африка и Арабския полуостров.

## Названия и етимология
Adenium obesum е известен още като „пустинната роза“. Във Филипините, поради своята прилика със сродния род Plumeria и факта, че е въведен във Филипините от Банкок, Тайланд, растението се нарича още като Bangkok kalachuchi. Поради приликата си с миниатюрно дърво плумерия и популярността си в бонсай, той понякога е известен и като „японска плумерия“.

## Култивация и приложение
Адениумът се отглежда като стайно растение в умерени райони. Разработени са множество хибриди. Адениумите се ценят заради цветните си цветя, но и заради необичайните си, гъсти каудици. Те могат да се отглеждат в продължение на много години в саксия и обикновено се използват за бонсай.
Тъй като отглежданите в семена растения не са генетично идентични с майчиното растение, желаните сортове обикновено се размножават чрез присаждане. Генетично идентични растения също могат да се размножават чрез рязане. Въпреки това, отрязаните растения не са склонни да развиват желания гъст каудекс толкова бързо, колкото растенията, отглеждани в семена.
Сокът от Adenium boehmianum, A. multiflorum и A. obesum съдържа токсични сърдечни гликозиди и се използва като отрова от стрели в цяла Африка за лов на едър дивеч.

## Класификация
Родът Adenium е съдържал най-много дванадесет вида. Те се считат от други автори за подвид или разновидности. Класификацията от края на XX век от Плазиер разпознава пет вида.

### Видове
1. Adenium arabicum Balf.f. = A. obesum
2. Adenium boehmianum Schinz – (Намибия, Ангола)
3. Adenium multiflorum Klotzsch. (Southern Африка, from Замбия south)
4. Adenium obesum (Forssk.) Roem. & Schult.  – разпространени в дивата природа от Сенегал то Сомалия, и също в Арабска Пенсилвания
5. Adenium oleifolium Stapf – South Africa, Botswana, Namibia
6. Adenium swazicum Stapf (Eastern South Africa)[3][4]

### Включвани преди видове
- Pachypodium namaquanum (Wyley ex Harv.) Welw. (като A. namaquanum Wyley ex Harv.)[4]